# Olesia Beluguina
Olesia Beluguina (née le 2 janvier 1984 à Serdobsk) est une gymnaste rythmique russe.

## Biographie
Olesia Beluguina remporte aux Jeux olympiques d'été de 2004 à Athènes la médaille d'or par équipe avec Elena Posevina, Olga Glatskikh, Tatiana Kurbakova, Natalia Lavrova et Elena Murzina.

## Palmarès

### Jeux olympiques
- Athènes 2004
  -  médaille d'or par équipe.